# Aleksandr Tadevosyan
Aleksandr Tadevosyan, né le 9 août 1980 à Tbilissi en Géorgie soviétique, est un footballeur international arménien, devenu entraîneur à l'issue de sa carrière, qui évoluait au poste de défenseur. 
Il compte 41 sélections en équipe nationale entre 2002 et 2010.

## Biographie

### Carrière de joueur
Aleksandr Tadevosyan dispute 13 matchs en Ligue des champions, 6 matchs en Ligue Europa, et 6 matchs en Coupe de l'AFC.

### Carrière internationale
Aleksandr Tadevosyan compte 41 sélections avec l'équipe d'Arménie entre 2002 et 2010. 
Il est convoqué pour la première fois par le sélectionneur national Andranik Adamyan pour un match amical contre Andorre le 7 juin 2002 (victoire 2-0). Il reçoit sa dernière sélection le 3 mars 2010 contre la Biélorussie (défaite 3-1).

## Palmarès
- Avec le Pyunik Erevan
  - Champion d'Arménie en 2003, 2004, 2005, 2006 et 2007.
  - Vainqueur de la Coupe d'Arménie en 2004.
  - Vainqueur de la Supercoupe d'Arménie en 2004, 2005 et 2007.

- Avec le Mika Erevan
  - Vainqueur de la Coupe d'Arménie en 2011.